# Собачий остров (Гамбия)
Собачий остров (англ. Dog Island) — остров в устье реки Гамбия в Западной Африке. Принадлежит Гамбии.

## География
Собачий остров лежит в 13 километрах от места впадения реки Гамбия в Атлантический океан, в 150 метрах от северного берега реки и при отливе его можно достичь пешком. Длина Собачего острова равна 310 метрам и ширина — 110 метрам, остров имеет овальную форму. Собачий остров не имеет постоянного населения, однако довольно часто посещается туристами, прибывающими сюда из столицы страны Банджул для наблюдений за обитающими здесь речными дельфинами.
Название получил по рёву обитавших здесь павианов, который напоминал собачий лай.

## История
Первым европейцем, ступившим на Собачий остров, был венецианский капитан на португальской службе у принца Генриха Мореплавателя Альвизе Кадамосто, посетивший его в 1458 году. В 1661 году английский капитан (впоследствии — адмирал) Роберт Холмс, представлявший интересы британской торговой компании Королевская Африканская компания (Company of Royal Adventurers Trading), строит на острове укреплённый форт. Сам остров он называет островом Чарльза — в честь английского короля Карла II. В 1816 году британский капитан Александр Грант от имени английской короны арендует соседний остров Сент-Мери и возводит на нём крепость, ставшую основой для поселения Батерст (нынешней столицы Гамбии, города Банжул). Строительные материалы для этого — камень и дерево — А.Грант использовал добытые на острове Дог-Айленд.